# Граф де лос Аркос
Граф де лос Аркос — испанский дворянский титул. Он был создан 8 февраля 1610 года королем Испании Филиппом III для Педро Ласо де ла Веги (1567—1637), сеньора вилл Батрес и Куэрва.
В 1697 году король Испании Карлос II пожаловал титул гранда Испании Хоакину де Ласо де ла Вега, 3-му графу де лос Аркос (1667—1709).

## Графы де лос Аркос
- Педро Ласо де ла Вега (1567—1637), 1-й граф де лос Аркос. Видный придворный королей Филиппа III и Филиппа IV

1. Супруга — Марианна де Мендосы, дочь Хуана Уртадо де Мендосы, 3-го графа де Оргас. Ему наследовал его внук:

- Педро Ласо де ла Вега (1622—1674), 2-й граф де лос Аркос и 4-й граф де Аньовер-де-Тормес, сын Луиса Лассо де ла Вега, 3-го графа де Аньовер-де-Тормес (умершего при жизни отца), и Марии Пачеко и Арагон, дочери Хуана Габриэля Пачеко и Толедо (1590—1666), 2-го графа де ла Пуэбла-де-Монтальбан, и Изабеллы Арагон и Мендосы.

1. Супруга — Инес Давила, вторая дочь Франсиско Давилы и Гусмана, 5-го маркиза де Лориана, и Франсиски де Ульоа. Ему наследовал их сын:

- Хоакин Ласо де ла Вега (1667—1709), 3-й граф де лос Аркос, 6-й граф де Аньовер-де-Тормес.

1. Супруга — Мария Антония Сармьенто, дочь Хосе Сармьенто, 3-го маркиза дель Собросо, и Марии Виктории де Веласко, сестры Хосе Фернандеса де Веласко и Товара, 8-го констебля Кастилии.

- Франсиска Ласо де ла Вега (? — 1711), 4-я графиня де лос Аркос, 7-я графиня де Аньовер-де-Тормес.

- Хосефа Ласо де ла Вега и де Фигероа (? — 1738), 5-я графиня де лос Аркос, 8-я графиня де Аньовер-де-Тормес.

- Себастьян Гусман де Спинола[исп.] (1683—1757), 6-й граф де лос Аркос, 5-й маркиз де Монтеалегре (гранд Испании), 5-й маркиз де Кинтана-дель-Марко, 8-й граф де Аньовер-де-Тормес и 6-й граф де Кастронуэво. Сын Мартина Доминго де Гусмана и Ниньо (1658—1722), 4-го маркиза де Монтеалегре, и Терезы Спинолы и Колонны.

1. Супруга — Мельчора де ла Тринидад Велес Ладрон де Гевара и Линь (? — 1727), 3-я маркиза де Гевара, 3-я графиня де Кампо-Реаль. Ему наследовал их сын:

- Хосе Мария Диего Антонио де Гусман Велес де Гевара Манрике де Лара и Спинола[исп.] (1709—1781), 7-й граф де лос Аркос (гранд Испании), 13-й граф де Оньяте, 6-й маркиз де Монтеалегре (гранд Испании), 4-й маркиз де Гевара, 6-й маркиз де Кинтана-дель-Марко, 11-й граф де Вильямедьяна, 4-й граф де Кампо-Реаль, 7-й граф де Кастронуэво, 9-й граф де Аньовер-де-Тормес.

1. Супруга — Мария Фелича Фернандес де Кордова Спинола и де ла Серда (1705—1748), дочь Николаса Фернандеса де Кордовы и де ла Серды, 10-го герцога де Мединасели, и Херонимы Марии Спинолы де ла Серды
2. Супруга — Буэнавентура Франсиска Фернандес де Кордова и де Арагон (1712—1768), 11-я герцогиня де Сесса, дочь Франсиско Хавьера Фернандеса де Кордовы и Арагона, 13-го графа де Кабра, и Терезы Фернандес де Кордовы. Ему наследовал его сын от первого брака:

- Диего Вентура де Гусман и Фернандес де Кордова[исп.] (1738—1805), 8-й граф де лос Аркос, 17-й маркиз де Агилар-де-Кампоо (гранд Испании), 7-й маркиз де Кинтана-дель-Марко, 7-й маркиз де Монтеалегре.

1. Супруга — Мария Исидра де ла Серда и де Гусман (1742—1811), 19-я герцогиня де Нахера 6-я маркиза де ла Лагуна-де-Камеро-Вьехо, 14-я графиня де Паредес-де-Нава, 6-я маркиза де Лагуна, 19-я графиня де Оньяте, 22-я графиня де Тревиньо, 22-я графиня де Валенсия-де-Дон-Хуан. Ему наследовал их сын:

- Диего Исидро де Гусман и де ла Серда[исп.] (1776—1849), 9-й граф де лос Аркос (гранд Испании), 20-й герцог де Нахера (гранд Испании), 18-й маркиз Агилар-де-Кампоо (гранд Испании), 8-й маркиз де Монтеалегре, 14-й граф де Оньяте (гранд Испании), 15-й граф де Паредес-де-Нава (гранд Испании), 6-й маркиз де Гевара, 8-й маркиз де Кинтана-дель-Марко, граф де Валенсия-де-Дон-Хуан, граф де Кастаньеда, граф де Тревиньо, граф де Вильямедьяна, граф де Кастронуэво, граф де Кампо-Реаль, граф де Аньовер-де-Тормес.

1. Супруга — Мария дель Пилар де ла Серда и Марин де Ресенде (1777—1812), дочь Хосе Марии де ла Серды и Сернесио, 5-го графа де Парсент, и Марии дель Кармен Антонии Марин де Ресенде Фернандес де Эредия, 5-й графини де Бурета
2. Супруга — Мария Магдалена Текла Кабальеро и Террерос (1790—1865), дочь Хуана Фернандо Кабальеро и Хулианы де Террерос. Ему наследовал его дочь от второго брака:

- Мария Антония Падуя де Гусман и Кабальеро (? — 1888), 10-я графиня де лос Аркос.

1. Супруг — Луис Ребольедо де Палафокс и Палафокс (1830—1879), 6-й маркиз де Ласан, 13-й маркиз де Наваррес, 7-й маркиз де Каньисар. Ей наследовала её внук:

- Хосе Мария дель Пилар Менкос и Ребольедо де Палафокс (1879—1961), 11-й граф де лос Аркос, 3-й герцог де Сарагоса, сын Хоакина Марии де Менкоса и Эспелеты, 9-го графа де Гендулайна (1851—1936), и Марии дель Пилар Ребольедо де Палафокс и Гусман, маркизы де Сан-Феличес (1852—1879)

1. Супруга — Мария Тереза Васке и Чаварри. Ему наследовала его сестра:

- Мария Бланка Менкос и Ребольедо де Палафокс Эспелета и Гусман (1873—1915), 12-я графиня де лос Аркос, 15-я маркиза де Наваррес.

1. Супруг — Мануэль Альварес де Толедо и Сармьенто, 6-й маркиз де Мирафлорес (1868—1832). Ей наследовал их старший сын:

- Алонсо Кристиано Альварес де Толедо и Менкос (1896—1990), 13-й граф де лос Аркос, 7-й маркиз де Мирафлорес, 4-й герцог де Сарагоса (гранд Испании), 12-й маркиз де Сан-Феличес-де-Арагон, 9-й маркиз де Каса-Понтехос, 8-й маркиз де Ласан, 11-й граф де Эриль.

1. Супруга — Розалия Бланка Русполи и Каро (1898—1926), дочь Карлоса Луиса Русполи и Альвареса де толедо, 3-го герцога де ла Алькудия, и Марии дель Кармен Каро и Каро.
2. Супруга — Мария дель Росарио Менкос и Армеро (1915—2010), дочь Альберто Менкоса, 8-го графа дель Фресно де-ла-Фуэнте, и Марии де ла Консепсьон Армеро и Кастрильо из дома маркизов де Нервьон. Ему наследовал его второй сын от второго брака:

- Мануэль Альварес де Толедо и Менкос (род. 1937), 14-й граф де лос Аркос, 5-й герцог де Сарагоса, 8-й маркиз де Мирафлорес, 11-й граф де Каса-Понтехос.

1. Супруга — Мария Виктория Гонсалес Кирино, дочь Луиса Гонсалеса и Виктории Кирино-Гонсалес.